# Strefa półcienia
Strefa półcienia – singel Budki Suflera, promujący album Nic nie boli, tak jak życie, wydany wiosną 1997 roku.
Tekst do utworu napisał Andrzej Mogielnicki, a kompozytorem jest Romuald Lipko. Utwór został nagrany w Studio Hendrix w Lublinie. Realizacji nagrania podjął się Paweł Skura. Do utworu powstał teledysk.
Piosenka utrzymywała się jedenaście tygodni na Liście Przebojów Programu Trzeciego, docierając do dziesiątego miejsca.

## Lista utworów
1. „Strefa półcienia” (4:58)[1]

## Wykonawcy
- Krzysztof Cugowski – wokal
- Romuald Lipko – instrumenty klawiszowe
- Tomasz Zeliszewski – perkusja
- Mieczysław Jurecki – gitara, gitara basowa
- Marek Raduli – gitara[4]